# Sant Joan Petit (Cornudella de Montsant)
Sant Joan Petit és una capella de Cornudella de Montsant (Priorat) inclosa a l'Inventari del Patrimoni Arquitectònic de Catalunya.

## Descripció
És una petita construcció de planta aproximadament quadrada, amb un afegitó a manera de portalada (3,3x3,6mts). Bastida de paredat, és coberta per una volta de canó i exteriorment per una teulada piramidal. L'interior, enguixat, té un altar que ocupa tota la paret del fons, amb una ceràmica i una imatge, ambdues de Sant Joan. Una porta metàl·lica del mateix ample que l'interior i datada del 1934 en permet l'observació. No té d'altres elements d'interès.

## Història
L'època de construcció cal situar-la al segle xviii. És com una petita etapa abans d'emprendre la pujada fins a l'ermita de Sant Joan del Codolar. El 1934 fou construïda l'entrada actual. El dia de Sant Joan, després de la processió a l'ermita, es tornava tot entonant un tedèum fins a la capella i des d'allí es resava el rosari. Segons els toponimistes Amigó i Espasa, el nom de Sant Joan Petit el van posar Josep Iglésies i Joaquim Santasusagna al llibre que van publicar: Les muntanyes de Prades, el Montsant i Serra la Llena: guia itinerària precedida d'un esbós monogràfic. 2a ed. Reus: Ricard Ferrater, editor, 1930, i afegeixen que la gent de Cornudella sempre l'ha conegut per "l'ermiteta" i no amb cap altre nom.